# Parjanya
Parjanya (Sanskrit पर्जन्य parjanya m. „Regenwolke“; Pali: Pajunna; Ardhamagadhi: Pajanna) ist ein vedischer Regengott. In nachvedischer Zeit wurde er mit Indra gleichgesetzt.
Dem Parjanya sind im Rigveda drei Hymnen gewidmet. Er wird als Stier beschrieben, der die Pflanzen auf der Erde erfrischt und so das Wachstum fördert. Er fährt einen wässrigen Wagen und gießt Wasser aus Wasserhäuten. Sein Regen wird mit Blitz, Donner und Wind begleitet. Er wird häufig zusammen mit dem Windgott Vata, genannt. Einmal wird er als Sohn von Dyaus bezeichnet.
Im Jainismus wird Pajanna mit dem Götterkönig Sakka identifiziert, der wiederum mit Indra gleichgesetzt wird.
Auch im singhalesischen Buddhismus verschmolz Pajunna mit Sakka. Im frühen Mittelalter wurde Podona, so der singhalesische Name, im Staatskult von Sri Lanka verehrt, der Kult gilt spätestens seit der Polonnaruwa-Blütezeit als vergangen.